# Mitglieder der Lübecker Bürgerschaft 1848/1849

Portal:Lübeck/Projekt Bürgerschaft 1848-1937

Liste der Mitglieder der Lübecker Bürgerschaft 1848/1849.
- Johann Jacob Achelius, Glasermeister
- Christian Heinrich Achenbach, Malermeister
- Hans Detlef Friedrich Asschenfeldt, Buchhändler
- Johann Carl Friedrich Barckentien, Schiffer
- Johann Heinrich Behn, b. R. Dr., stellvertretender Wortführer der Bürgerschaft 1849
- Heinrich Theodor Behn, b. R. Dr., stellvertretender Wortführer des Bürgerausschusses 1849
- Christian Arnold Behn, Krämer
- Heinrich Behrens, Kaufmann, stellvertretender Wortführer der Bürgerschaft 1849
- Johann Heinrich Nicolaus Benn, Bauernvogt zu Ritzerau
- Joachim Heinrich Nicolaus Berg, Bäckermeister
- Johann Heinrich Matthias Beythien, Schuhmachermeister
- Wilhelm von Bippen, d. A. G. Dr., Arzt
- Franz Friedrich Peter Böge, Bauernvogt zu Schlutup
- Friedrich Boldemann, Assecuradeur, Wortführer der Bürgerschaft 1849
- Johann Heinrich von Borries, Kaufmann
- Johann Friedrich von Brocken, Kaufmann
- Peter Gottlieb Bruhns, Kaufmann
- Daniel Heinrich Carstens, Kaufmann
- Peter Matthias Hinrich Classe, Bäckermeister
- Friedrich Wilhelm Heinrich Classe, Bäckermeister
- Johannes Classen, M. und Professor
- Johann Jacob Dalmann, Schiffer
- Carl Darjes, Erbpachtshofbesitzer zu Nienhusen
- Carl Heinrich Dettmer, M.
- Matthias Hinrich Dreckmann, Schmiedemeister
- Christian Heinrich Bernhard Drewke, Brauer
- Carl Alexander von Duhn, b. R. Dr.
- Johann Gottfried Theodor Ehlert, Buchbindermeister
- Gottl. Gustav Heinrich Evers, Collaborator
- Johann Heinrich Evers (Politiker, I), Kaufmann
- Johann Jürgen Diedrich Evers, Medebürger vor dem Burgtor
- Nicolas Heinrich Evers, Hufner in Gneversdorf
- Johannes Christoph Fehling, Assecuradeur
- Georg Joachim Christian Fontaine, Kaufmann
- Joachim Gabriel Johann Frank, Krämer
- Johann Carl Heinrich Fust, Garbereiter
- Heinrich Gaedertz, Kaufmann
- Conrad Ganslandt, Kaufmann
- Eduard Geffcken, Dr. d. Phil., Apotheker
- Matthias Ludwig Gläser, Lohgerbermeister
- Johann Georg Friedrich Gossmann, Kaufmann
- Julius Grabau, Kaufmann
- Carl Christian Grösser, Kunstgärtner vor dem Mühlentor
- Georg Heinrich Grube, Lehrer
- Simon Hahn (Schneider), Schneidermeister
- Joachim August Hasse, Kaufmann
- Joachim Zacharias Christian Hasselmann, Gehöftsbesitzer zu Brandenbaum
- Johann Heinrich Harms, Kaufmann
- Carl Christian Johann Heinritz, Buchbindermeister
- Johann August Hermann Heylandt, d. A. G. Dr.
- Heinrich Christian Hildebrandt, Hufner zu Rönnau
- Johann Heinrich Albrecht Hümöller, Goldschmied
- Ludwig Christian Johannsen, Kaufmann
- Ludwig Jürgens (Bauernvogt), Bauernvogt zu Krummbek
- Franz Friedrich Gottfried Kahts, Bauernvogt zu Düchelsdorf
- Heinrich Martin Klevenau, Brauer
- Marcus Joachim Carl Klug, Pastor
- Johann Christian Klügmann, Direktor der Handels-Akademie
- Georg August Friedrich Krübbe, Kaufmann
- Daniel Christian Friedrich Krüger, b. R. Dr.
- Eduard Gottlieb Kulenkamp, Kaufmann, stellvertretender Wortführer des Bürgerausschusses 1849
- Diedrich Theodor Lange, Kaufmann
- Christoph Jürgen Christian Lange, Brauer
- Johann Friedrich Christian Lederhausen, Korbmachermeister
- Carl Gottlob Lehmann, Hauszimmermeister
- Christian August Lerchen, Kerzengießer
- Friedrich Levenhagen, Krämer
- Johann Carl Lindenberg, Pastor und Senior des Geistlichen Ministeriums in Lübeck
- Johann Albert Theodor Lüders, Krämer
- Johann Peter Christian Lüders, Schlossermeister
- Carl Christian Lüdert, b. R. Dr., Stadthauptmann zu Travemünde
- Matthias Heinrich Luetgens, Glasermeister
- Johann Siegmund Mann, Kaufmann
- Hermann Heinrich Meeths, Kaufmann
- Johann Hinrich Friedrich Meyer, Schiffer
- Johann Hinrich Meyer, Klempnermeister
- Hinrich Meyer, Hufner in Dissau
- Wilhelm Jacob Minlos, Kaufmann
- Hans Joachim Möller, Bauernvogt in Oberbüssau
- Carl Müller, Kaufmann
- Adolph Friedrich Naht, Kaufmann
- Christoph Heinrich Nölck, Brauer
- Christian Adolph Nölting, Kaufmann
- Christian Friedrich Gerhard Ohrt, Goldschmied
- Conrad Platzmann, Kaufmann
- Hieronymus Carl Friedrich Pohlmann, Kunstgärtner vor dem Holstentor
- Gustav Hermann Rathcke, Sattlermeister
- August Peter Rehder, Kaufmann
- Hans Hinrich Rethwisch, Krämer
- Johann Christian Rosenberg, Maurermeister
- Conrad Matthias Röhl, Kaufmann
- Joachim Wilhelm Christian Rothe, Kaufmann
- Johann Gotthard Rubeck, Kaufmann
- Joachim Eduard Scheele, Krämer
- Hermann Schröder, b. R. Dr., Assecuradeur
- Carl Schwarzkopf, Goldschmied
- August Ferdinand Siemßen, Kaufmann
- Johann Matthias Leopold Siemssen, Kaufmann
- Theodor Friedrich Heinrich Slevogt, Krämer
- Johann Christian Carl Spangenberg, Malermeister
- Nicolaus Wilhelm Stahl, Schiffer in Travemünde
- Carl Christoph Heinrich Stapelfeldt, Krämer
- Carl Christian Friedrich Steche, b. R. Dr., Wortführer des Bürgerausschusses 1849
- Georg Hermann Andreas Stechenbauer, Essigbrauer
- Eduard Stolterfoht, Kaufmann
- Christian Heinrich Suckau, Kaufmann
- Johannes Suhr, Wundarzt
- Peter Hinrich Tesdorpf (Kaufmann), Kaufmann
- Johann Andreas Torkuhl, Krämer
- Heinrich Joachim Versmann, Apotheker
- Theodor Henning Friedrich Voigt, Lohgerbermeister
- Georg Heinrich Voß, Kaufmann
- Johann Friedrich Warncke, Maurermeister
- Jochim Hinrich Wenditz, Schiffer
- Johann Christian Wilhelm Wendler, Malermeister
- Detlef Hinrich Wiens, Kaufmann
- Christian Friedrich Wilms, Kaufmann
- Georg Friedrich Julius von Wille, Bauernvogt zu Siercksrade